# Cucullia khorassana
Cucullia khorassana är en fjärilsart som beskrevs av Brandt 1941. Cucullia khorassana ingår i släktet Cucullia och familjen nattflyn. Inga underarter finns listade i Catalogue of Life.